# Диош
Диош (хрв. Dioš, мађ. Diósszentpál) је насељено место у општини Кончаница, Бјеловарско-билогорска жупанија, Хрватска.

## Историја
До територијалне реорганизације у Хрватској био је у саставу старе општине Дарувар.

## Становништво
У попису становништва из 2011. године, Диош је имао 144 становника.
| Број становника према пописима | Број становника према пописима | Број становника према пописима | Број становника према пописима | Број становника према пописима | Број становника према пописима | Број становника према пописима | Број становника према пописима | Број становника према пописима | Број становника према пописима | Број становника према пописима | Број становника према пописима | Број становника према пописима | Број становника према пописима | Број становника према пописима | Број становника према пописима |
| ------------------------------ | ------------------------------ | ------------------------------ | ------------------------------ | ------------------------------ | ------------------------------ | ------------------------------ | ------------------------------ | ------------------------------ | ------------------------------ | ------------------------------ | ------------------------------ | ------------------------------ | ------------------------------ | ------------------------------ | ------------------------------ |
| 1857                           | 1869                           | 1880                           | 1890                           | 1900                           | 1910                           | 1921                           | 1931                           | 1948                           | 1953                           | 1961                           | 1971                           | 1981                           | 1991                           | 2001                           | 2011                           |
| 0                              | 0                              | 0                              | 0                              | 0                              | 35                             | 25                             | 29                             | 66                             | 72                             | 66                             | 53                             | 57                             | 120                            | 140                            | 144                            |

Напомена: Самостално насеље од 1981. настао издвајањем дела насеља Кончаница. Као део насеља исказивано од 1910. До 1948. исказивано под именом Кравјак Подборски.